# Єфимов Андрій Іларіонович
Андрій Іларіонович Єфимов (рос. Андрей Илларионович Ефимов; * 14 серпня 1905, Свічиновка — † 14 квітня 1984) — радянський офіцер, Герой Радянського Союзу, в роки радянсько-німецької війни командир 29-ї гвардійської мотострілецької бригади 10-го гвардійського танкового корпусу 4-ї танкової армії 1-го Українського фронту, гвардії полковник.

## Біографія
Народився 14 серпня 1905 року в селі Свічиновці (тепер Уметського району Тамбовської області) в селянській сім'ї. Росіянин. Член КПРС з 1939 року. Закінчив два курси Московського інституту народного господарства імені Г. В. Плеханова. Працював заступником начальника навчально-льотного загону Осоавіахіма в місті Ровеньки Луганської області.
У 1922 році призваний в ряди Червоної Армії. У 1924 році закінчив Сумські піхотні командні курси, в 1928 році — Київське піхотне училище. У 1934 році демобілізувався. Повторно призваний в 1940 році.
У боях радянсько-німецької війни з червня 1941 року. Воював на 1-му Українському фронті. У ніч на 26 січня 1945 року гвардії полковник А. І. Єфімов з бригадою форсував річку Одер біля населеного пункту Тарксдорф на південь від польського міста Сьцінава і захопив плацдарм. Відбиваючи контратаки ворога, бригада утримувала зайнятий рубіж, до підходу головних сил корпусу.
Указом Президії Верховної Ради СРСР від 31 травня 1945 року за мужність і героїзм, проявлені при форсуванні Одеру і утриманні плацдарму гвардії полковникові Андрію Іларіоновичу Єфімову присвоєне звання Героя Радянського Союзу з врученням ордена Леніна і медалі «Золота Зірка» (№ 6867).

Надгробок Андрія Єфимова

Після закінчення війни продовжував службу в армії. У 1954 році закінчив Військову академію Генерального штабу. З вересня 1960 року генерал-майор А. І. Єфімов — в запасі. Жив в Москві. Помер 14 квітня 1984 року. Похований в Києві на Лук'янівському військовому кладовищі.

## Нагороди
Нагороджений трьома орденами Леніна, трьома орденами Червоного Прапора, орденом Кутузова 2-го ступеня, орденом Вітчизняної війни 1-го ступеня, двома орденами Червоної Зірки, медалями, іноземним орденом.